# Кагера (область)
Кагера (англ. Kagera) — одна из 30 областей Танзании. Имеет площадь 39 627 км², из которых 28 388 км² принадлежат суше, по переписи 2012 года её население составило 2 458 023 человек. Административным центром является город Букоба.

## География
Расположена на северо-западе страны, граничит с Угандой, Руандой и Бурунди, имеет выход к озеру Виктория.

## Административное деление
Область подразделяется на 6 округов:
- Букоба-город
- Букоба-село
- Мулеба
- Карагве
- Нгара
- Бихарамуло

## Населённые пункты
- Бихарамуло
- Лусахунга
- Муганза
- Мулемба
- Нгара
- Ньякахура